# Modulus modulus
Modulus modulus är en snäckart som först beskrevs av Carl von Linné 1758.  Modulus modulus ingår i släktet Modulus och familjen Modulidae. Inga underarter finns listade i Catalogue of Life.